# 18e étape du Tour de France 2023
Pour un article plus général, voir Tour de France 2023.
La 18e étape du Tour de France 2023 se déroule le jeudi 20 juillet 2023 entre Moûtiers (Savoie) et Bourg-en-Bresse (Ain), sur une distance de 184,9 kilomètres,.

## Parcours

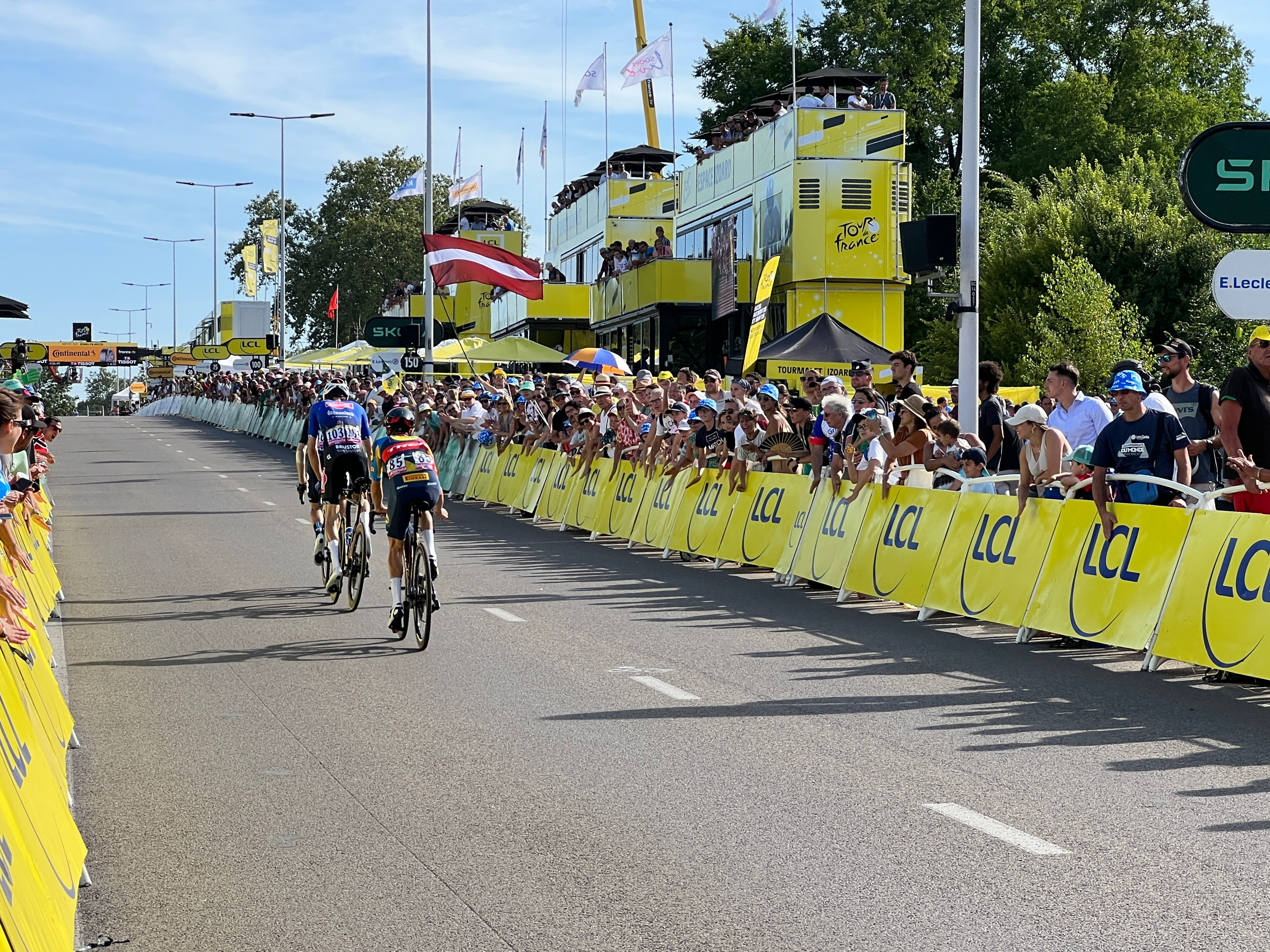
Les 200 derniers mètres de l'étape, à Bourg-en-Bresse.

## Déroulement de la course
Dès le début de l'étape, trois coureurs forment l'échappée du jour : le Belge Victor Campenaerts (Lotto Dstny), le Norvégien Jonas Abrahamsen (Uno-X) et le Danois Kasper Asgreen (Soudal Quick-Step). Cette longue échappée ne comptera jamais beaucoup plus qu'une minute d'avance sur le peloton principalement emmené par les équipiers Alpecin-Deceuninck du maillot vert Jasper Philipsen. À 65 km de l'arrivée, le Néerlandais Pascal Eenkhoorn (Lotto-Dstny) part en contre alors que le peloton est revenu à trente secondes des échappés. Huit kilomètres plus loin, il rejoint avec l'aide de son équipier Campenaerts la tête de la course. Désormais à quatre, les fuyards résistent au retour du peloton. Sous la flamme rouge, trois d'entre eux ont encore une avance de six secondes et passent la ligne d'arrivée talonnés par le maillot vert et le reste du peloton. Kasper Asgreen s'impose devant Pascal Eenkhoorn et Jonas Abrahamsen.

## Résultats
Cette section présente les résultats et prix obtenus au cours de l'étape.

### Classement de l'étape
| Classement de la 18e étape | Classement de la 18e étape | Classement de la 18e étape | Classement de la 18e étape | Classement de la 18e étape |
|                            | Coureur                    | Pays                       | Équipe                     | Temps                      |
| -------------------------- | -------------------------- | -------------------------- | -------------------------- | -------------------------- |
| 1er                        | Kasper Asgreen             | Danemark                   | Soudal Quick-Step          | en 4 h 6 min 48 s          |
| 2e                         | Pascal Eenkhoorn           | Pays-Bas                   | Lotto Dstny                | + 0 s                      |
| 3e                         | Jonas Abrahamsen           | Norvège                    | Uno-X Pro Cycling Team     | + 0 s                      |
| 4e                         | Jasper Philipsen           | Belgique                   | Alpecin-Deceuninck         | + 0 s                      |
| 5e                         | Mads Pedersen              | Danemark                   | Lidl-Trek                  | + 0 s                      |
| 6e                         | Cees Bol                   | Pays-Bas                   | Astana Qazaqstan Team      | + 0 s                      |
| 7e                         | Jordi Meeus                | Belgique                   | Bora-Hansgrohe             | + 0 s                      |
| 8e                         | Matteo Trentin             | Italie                     | UAE Team Emirates          | + 0 s                      |
| 9e                         | Christophe Laporte         | France                     | Jumbo-Visma                | + 0 s                      |
| 10e                        | Luca Mozzato               | Italie                     | Arkéa-Samsic               | + 0 s                      |
| modifier                   |                            |                            |                            |                            |

### Bonifications en temps
|   | Coureur          | Pays     | Équipe                 | Secondes |
| - | ---------------- | -------- | ---------------------- | -------- |
| 1 | Kasper Asgreen   | Danemark | Soudal Quick-Step      | 10 s     |
| 2 | Pascal Eenkhoorn | Pays-Bas | Lotto Dstny            | 6 s      |
| 3 | Jonas Abrahamsen | Norvège  | Uno-X Pro Cycling Team | 4 s      |

### Points attribués
| Sprint intermédiaire Saint-Rambert-en-Bugey (km 132,9) | Sprint intermédiaire Saint-Rambert-en-Bugey (km 132,9) | Sprint intermédiaire Saint-Rambert-en-Bugey (km 132,9) | Sprint intermédiaire Saint-Rambert-en-Bugey (km 132,9) | Sprint intermédiaire Saint-Rambert-en-Bugey (km 132,9) |
| ------------------------------------------------------ | ------------------------------------------------------ | ------------------------------------------------------ | ------------------------------------------------------ | ------------------------------------------------------ |
|                                                        | Coureur                                                | Pays                                                   | Équipe                                                 | Point(s)                                               |
| 1er                                                    | Jonas Abrahamsen                                       | Norvège                                                | Uno-X Pro Cycling Team                                 | 20                                                     |
| 2e                                                     | Pascal Eenkhoorn                                       | Pays-Bas                                               | Lotto Dstny                                            | 17                                                     |
| 3e                                                     | Victor Campenaerts                                     | Belgique                                               | Lotto Dstny                                            | 15                                                     |
| 4e                                                     | Kasper Asgreen                                         | Danemark                                               | Soudal Quick-Step                                      | 13                                                     |
| 5e                                                     | Jasper Philipsen                                       | Belgique                                               | Alpecin-Deceuninck                                     | 11                                                     |
| 6e                                                     | Bryan Coquard                                          | France                                                 | Cofidis                                                | 10                                                     |
| 7e                                                     | Jordi Meeus                                            | Belgique                                               | Bora-Hansgrohe                                         | 9                                                      |
| 8e                                                     | Mathieu van der Poel                                   | Pays-Bas                                               | Alpecin-Deceuninck                                     | 8                                                      |
| 9e                                                     | Nils Eekhoff                                           | Pays-Bas                                               | Team DSM-Firmenich                                     | 7                                                      |
| 10e                                                    | Jenthe Biermans                                        | Belgique                                               | Arkéa-Samsic                                           | 6                                                      |
| 11e                                                    | Nils Politt                                            | Allemagne                                              | Bora-Hansgrohe                                         | 5                                                      |
| 12e                                                    | Søren Kragh Andersen                                   | Danemark                                               | Alpecin-Deceuninck                                     | 4                                                      |
| 13e                                                    | Michael Gogl                                           | Autriche                                               | Alpecin-Deceuninck                                     | 3                                                      |
| 14e                                                    | Luke Durbridge                                         | Australie                                              | Team Jayco AlUla                                       | 2                                                      |
| 15e                                                    | Silvan Dillier                                         | Suisse                                                 | Alpecin-Deceuninck                                     | 1                                                      |
| modifier                                               |                                                        |                                                        |                                                        |                                                        |

| Arrivée d'étape Bourg-en-Bresse (km 184,9) | Arrivée d'étape Bourg-en-Bresse (km 184,9) | Arrivée d'étape Bourg-en-Bresse (km 184,9) | Arrivée d'étape Bourg-en-Bresse (km 184,9) | Arrivée d'étape Bourg-en-Bresse (km 184,9) |
| ------------------------------------------ | ------------------------------------------ | ------------------------------------------ | ------------------------------------------ | ------------------------------------------ |
|                                            | Coureur                                    | Pays                                       | Équipe                                     | Point(s)                                   |
| 1er                                        | Kasper Asgreen                             | Danemark                                   | Soudal Quick-Step                          | 50                                         |
| 2e                                         | Pascal Eenkhoorn                           | Pays-Bas                                   | Lotto Dstny                                | 30                                         |
| 3e                                         | Jonas Abrahamsen                           | Norvège                                    | Uno-X Pro Cycling Team                     | 20                                         |
| 4e                                         | Jasper Philipsen                           | Belgique                                   | Alpecin-Deceuninck                         | 18                                         |
| 5e                                         | Mads Pedersen                              | Danemark                                   | Lidl-Trek                                  | 16                                         |
| 6e                                         | Cees Bol                                   | Pays-Bas                                   | Astana Qazaqstan Team                      | 14                                         |
| 7e                                         | Jordi Meeus                                | Belgique                                   | Bora-Hansgrohe                             | 12                                         |
| 8e                                         | Matteo Trentin                             | Italie                                     | UAE Team Emirates                          | 10                                         |
| 9e                                         | Christophe Laporte                         | France                                     | Jumbo-Visma                                | 8                                          |
| 10e                                        | Luca Mozzato                               | Italie                                     | Arkéa-Samsic                               | 7                                          |
| 11e                                        | Alexander Kristoff                         | Norvège                                    | Uno-X Pro Cycling Team                     | 6                                          |
| 12e                                        | Jasper De Buyst                            | Belgique                                   | Lotto Dstny                                | 5                                          |
| 13e                                        | Corbin Strong                              | Nouvelle-Zélande                           | Israel-Premier Tech                        | 4                                          |
| 14e                                        | Alex Aranburu                              | Espagne                                    | Movistar Team                              | 3                                          |
| 15e                                        | Peter Sagan                                | Slovaquie                                  | TotalEnergies                              | 2                                          |
| modifier                                   |                                            |                                            |                                            |                                            |

### Cols et côtes
| Côte de Chambéry-le-Haut (km 62,1) 4e catégorie (1,6 km à 4,1 %) | Côte de Chambéry-le-Haut (km 62,1) 4e catégorie (1,6 km à 4,1 %) | Côte de Chambéry-le-Haut (km 62,1) 4e catégorie (1,6 km à 4,1 %) | Côte de Chambéry-le-Haut (km 62,1) 4e catégorie (1,6 km à 4,1 %) | Côte de Chambéry-le-Haut (km 62,1) 4e catégorie (1,6 km à 4,1 %) |
| ---------------------------------------------------------------- | ---------------------------------------------------------------- | ---------------------------------------------------------------- | ---------------------------------------------------------------- | ---------------------------------------------------------------- |
|                                                                  | Coureur                                                          | Pays                                                             | Équipe                                                           | Point(s)                                                         |
| 1er                                                              | Jonas Abrahamsen                                                 | Norvège                                                          | Uno-X Pro Cycling Team                                           | 1                                                                |
| modifier                                                         |                                                                  |                                                                  |                                                                  |                                                                  |

| Côte de Boissieu (km 105,2) 4e catégorie (2,4 km à 4,7 %) | Côte de Boissieu (km 105,2) 4e catégorie (2,4 km à 4,7 %) | Côte de Boissieu (km 105,2) 4e catégorie (2,4 km à 4,7 %) | Côte de Boissieu (km 105,2) 4e catégorie (2,4 km à 4,7 %) | Côte de Boissieu (km 105,2) 4e catégorie (2,4 km à 4,7 %) |
| --------------------------------------------------------- | --------------------------------------------------------- | --------------------------------------------------------- | --------------------------------------------------------- | --------------------------------------------------------- |
|                                                           | Coureur                                                   | Pays                                                      | Équipe                                                    | Point(s)                                                  |
| 1er                                                       | Jonas Abrahamsen                                          | Norvège                                                   | Uno-X Pro Cycling Team                                    | 1                                                         |
| modifier                                                  |                                                           |                                                           |                                                           |                                                           |

### Prix de la combativité
- Victor Campenaerts (Lotto Dstny)

## Classements à l'issue de l'étape
Cette section présente le classement général et les différents classements annexes à l'issue de l'étape.

### Classement général
| Classement général | Classement général | Classement général | Classement général | Classement général |
|                    | Coureur            | Pays               | Équipe             | Temps              |
| ------------------ | ------------------ | ------------------ | ------------------ | ------------------ |
| 1er                | Jonas Vingegaard   | Danemark           | Jumbo-Visma        | en 72 h 4 min 39 s |
| 2e                 | Tadej Pogačar      | Slovénie           | UAE Team Emirates  | + 7 min 35 s       |
| 3e                 | Adam Yates         | Royaume-Uni        | UAE Team Emirates  | + 10 min 45 s      |
| 4e                 | Carlos Rodríguez   | Espagne            | Ineos Grenadiers   | + 12 min 1 s       |
| 5e                 | Simon Yates        | Royaume-Uni        | Team Jayco AlUla   | + 12 min 19 s      |
| 6e                 | Pello Bilbao       | Espagne            | Bahrain Victorious | + 12 min 50 s      |
| 7e                 | Jai Hindley        | Australie          | Bora-Hansgrohe     | + 13 min 50 s      |
| 8e                 | Felix Gall         | Autriche           | AG2R Citroën Team  | + 16 min 11 s      |
| 9e                 | Sepp Kuss          | États-Unis         | Jumbo-Visma        | + 16 min 49 s      |
| 10e                | David Gaudu        | France             | Groupama-FDJ       | + 17 min 57 s      |
| modifier           |                    |                    |                    |                    |

| Classement par points | Classement par points | Classement par points | Classement par points    | Classement par points |
| --------------------- | --------------------- | --------------------- | ------------------------ | --------------------- |
|                       | Coureur               | Pays                  | Équipe                   | Point(s)              |
| 1er                   | Jasper Philipsen      | Belgique              | Alpecin-Deceuninck       | 352 points            |
| 2e                    | Mads Pedersen         | Danemark              | Lidl-Trek                | 202 pts               |
| 3e                    | Bryan Coquard         | France                | Cofidis                  | 188 pts               |
| 4e                    | Tadej Pogačar         | Slovénie              | UAE Team Emirates        | 146 pts               |
| 5e                    | Jordi Meeus           | Belgique              | Bora-Hansgrohe           | 117 pts               |
| 6e                    | Jonas Vingegaard      | Danemark              | Jumbo-Visma              | 107 pts               |
| 7e                    | Kasper Asgreen        | Danemark              | Soudal Quick-Step        | 95 pts                |
| 8e                    | Pello Bilbao          | Espagne               | Bahrain Victorious       | 95 pts                |
| 9e                    | Dylan Groenewegen     | Pays-Bas              | Team Jayco AlUla         | 92 pts                |
| 10e                   | Biniam Girmay         | Érythrée              | Intermarché-Circus-Wanty | 90 pts                |
| modifier              |                       |                       |                          |                       |

| Classement du meilleur grimpeur | Classement du meilleur grimpeur | Classement du meilleur grimpeur | Classement du meilleur grimpeur | Classement du meilleur grimpeur |
| ------------------------------- | ------------------------------- | ------------------------------- | ------------------------------- | ------------------------------- |
|                                 | Coureur                         | Pays                            | Équipe                          | Point(s)                        |
| 1er                             | Giulio Ciccone                  | Italie                          | Lidl-Trek                       | 88 points                       |
| 2e                              | Felix Gall                      | Autriche                        | AG2R Citroën Team               | 82 pts                          |
| 3e                              | Jonas Vingegaard                | Danemark                        | Jumbo-Visma                     | 81 pts                          |
| 4e                              | Neilson Powless                 | États-Unis                      | EF Education-EasyPost           | 58 pts                          |
| 5e                              | Tadej Pogačar                   | Slovénie                        | UAE Team Emirates               | 49 pts                          |
| 6e                              | Simon Yates                     | Royaume-Uni                     | Team Jayco AlUla                | 40 pts                          |
| 7e                              | Tobias Johannessen              | Norvège                         | Uno-X Pro Cycling Team          | 38 pts                          |
| 8e                              | Jai Hindley                     | Australie                       | EF Education-EasyPost           | 31 pts                          |
| 9e                              | Michał Kwiatkowski              | Pologne                         | Ineos Grenadiers                | 30 pts                          |
| 10e                             | Michael Woods                   | Canada                          | Israel-Premier Tech             | 28 pts                          |
| modifier                        |                                 |                                 |                                 |                                 |

| Classement général du meilleur jeune | Classement général du meilleur jeune | Classement général du meilleur jeune | Classement général du meilleur jeune | Classement général du meilleur jeune |
|                                      | Coureur                              | Pays                                 | Équipe                               | Temps                                |
| ------------------------------------ | ------------------------------------ | ------------------------------------ | ------------------------------------ | ------------------------------------ |
| 1er                                  | Tadej Pogačar                        | Slovénie                             | UAE Team Emirates                    | en 72 h 12 min 14 s                  |
| 2e                                   | Carlos Rodríguez                     | Espagne                              | Ineos Grenadiers                     | + 4 min 26 s                         |
| 3e                                   | Felix Gall                           | Autriche                             | AG2R Citroën Team                    | + 8 min 36 s                         |
| 4e                                   | Tom Pidcock                          | Royaume-Uni                          | Ineos Grenadiers                     | + 50 min 13 s                        |
| 5e                                   | Mattias Skjelmose                    | Danemark                             | Lidl-Trek                            | + 1 h 47 min 9 s                     |
| 6e                                   | Mathieu Burgaudeau                   | France                               | TotalEnergies                        | + 1 h 54 min 15 s                    |
| 7e                                   | Tobias Johannessen                   | Norvège                              | Uno-X Pro Cycling Team               | + 2 h 4 min 2 s                      |
| 8e                                   | Clément Champoussin                  | France                               | Arkéa-Samsic                         | + 2 h 38 min 1 s                     |
| 9e                                   | Matthew Dinham                       | Australie                            | Team DSM-Firmenich                   | + 2 h 51 min 28 s                    |
| 10e                                  | Maxim Van Gils                       | Belgique                             | Lotto Dstny                          | + 2 h 57 min 32 s                    |
| modifier                             |                                      |                                      |                                      |                                      |

| Classement par équipes | Classement par équipes | Classement par équipes | Classement par équipes |
|                        | Équipe                 | Pays                   | Temps                  |
| ---------------------- | ---------------------- | ---------------------- | ---------------------- |
| 1re                    | Jumbo-Visma            | Pays-Bas               | en 217 h 5 min 34 s    |
| 2e                     | UAE Team Emirates      | Émirats arabes unis    | + 15 min 15 s          |
| 3e                     | Ineos Grenadiers       | Royaume-Uni            | + 20 min 56 s          |
| 4e                     | Bahrain Victorious     | Bahreïn                | + 42 min 48 s          |
| 5e                     | Groupama-FDJ           | France                 | + 47 min 47 s          |
| 6e                     | AG2R Citroën Team      | France                 | + 1 h 53 min 23 s      |
| 7e                     | Bora-Hansgrohe         | Allemagne              | + 1 h 53 min 43 s      |
| 8e                     | Team Jayco AlUla       | Australie              | + 3 h 12 min 59 s      |
| 9e                     | Movistar Team          | Espagne                | + 4 h 1 min 52 s       |
| 10e                    | Cofidis                | France                 | + 4 h 27 min 12 s      |
| modifier               |                        |                        |                        |

## Abandons
Trois coureurs ont abandonné lors de la 18e étape :
- Wout van Aert (Jumbo-Visma) : non-partant[5] ;
- Anthony Perez (Cofidis) : non-partant ;
- Simon Geschke (Cofidis) : abandon.